# 塞爾梅尼奧
塞爾梅尼奧（西班牙語：Cermeño），是巴拿馬的城鎮，位於該國中東部，由西巴拿馬省的卡皮拉區負責管轄，面積94平方公里，海拔高度83米，2010年人口1,946，人口密度每平方公里20.7人。